# وكالة المخابرات الفيدرالية الأرجنتينية
وكالة المخابرات الفيدرالية الأرجنتينية ( بالإسبانية : Agencia Federal de Inteligencia ) المعروفة أيضًا باسم (AFI) هي وكالة المخابرات الرئيسية في الأرجنتين .
هذه المنظمة هي خلف لأمانة المخابرات (SIDE سابقًا) ولها غرضان: جمع الاستخبارات الوطنية للاحتياجات الحكومية والاستخبارات الإجرامية. كما تم نقله من وزارة الأمن إلى المخابرات الإجرامية الوطنية.

## روابط خارجية
- الموقع الرسمي

1. 1 2   https://www.infobae.com/politica/2024/07/16/el-gobierno-disolvio-la-afi-y-anuncio-cambios-en-el-sistema-de-inteligencia-nacional/. {{استشهاد ويب}}: |url= بحاجة لعنوان (مساعدة) والوسيط |title= غير موجود أو فارغ (من ويكي بيانات) (مساعدة)
2. ↑   https://cnnespanol.cnn.com/2024/07/16/afi-side-cambios-gobierno-argentino-sistema-inteligencia-trax/. {{استشهاد ويب}}: |url= بحاجة لعنوان (مساعدة) والوسيط |title= غير موجود أو فارغ (من ويكي بيانات) (مساعدة)